# Iudex a quo
Iudex a quo (lat.) ist ein Begriff aus dem Bereich des Rechts. Er bedeutet übersetzt „Richter, von dem [es kommt]“ und meint den Richter (auch Kollegialgerichte), dessen Entscheidung mit einem Rechtsmittel angefochten wird (vgl. auch Devolutiveffekt). Gegenstück ist der iudex ad quem.
Es wird meist auch vom „Erstrichter“ gesprochen, weil dieser „als Erster“ mit der Sache befasst war. Eine andere Bezeichnung lautet „Vorderrichter“. Ein weiteres Synonym ist „unteres Gericht“, weil es sich meist um ein Gericht niederer Ordnung handelt. Die Ordnung des Gerichtes ist jedoch nicht unmittelbar maßgebend, sondern es kommt auf die Regelungen der jeweiligen Prozessordnungen an. So kann auch ein Oberlandesgericht ein iudex a quo sein, wenn es im ersten Rechtszug entscheidet.
Der Begriff wird meist im Zusammenhang mit Zivil-, Straf- und Verwaltungsrechtsverfahren genannt und bezieht sich auf den Instanzenzug.
Entscheidungen über die Zulassung der Berufung in Verwaltungsgerichtsverfahren (§ 124 Abs. 2 VwGO) und der Revision (§ 139 Abs. 1 VwGO) finden beim „iudex a quo“ statt, d. h. über die Zulassung entscheidet das Gericht, das das angegriffene Urteil gefällt hat. Lässt der „iudex a quo“ die Berufung beziehungsweise Revision nicht zu, kann über die Zulassung der Berufung beziehungsweise Revision eine Entscheidung des „iudex ad quem“, d. h. des Gerichts, das über das Rechtsmittel entscheidet, herbeigeführt werden (§ 124a Abs. 4, 5, § 133 VwGO).
Im Strafprozess ist ein Rechtsbehelf immer beim iudex a quo einzulegen. Für die Berufung ist dies in § 314 Abs. 1 StPO geregelt, für die Revision in § 341 Abs. 1 StPO und für die Beschwerde in § 306 Abs. 1 StPO.
Für die Beschwerde in Verfahren der Freiwilligen Gerichtsbarkeit und in Familiensachen ist die Einlegung in § 64 Absatz 1 FamFG geregelt. Danach muss die Beschwerde beim iudex a quo eingelegt werden. Dies gilt nicht für die Rechtsbeschwerde (§ 71 Abs. 1 S. 1 FamFG) sowie im Finanzgerichtsverfahren für die (als alleiniges Rechtsmittel gegen Urteile statthafte) Revision (§ 115 Abs. 1 FGO).
Hingegen muss im Zivilprozess das Rechtsmittel beim iudex ad quem eingelegt werden (für die Berufung § 519 Absatz 1 ZPO, für die Revision § 549 Absatz 1 ZPO). Eine Ausnahme besteht bei der sofortigen Beschwerde nach §§ 567 ff. ZPO: Das Ausgangsgericht, von dem die angefochtene Entscheidung stammt hat die Möglichkeit der Beschwerde selbst, d. h. als iudex a quo, abzuhelfen, s. § 572 Abs. 1 Hs. 1 ZPO. Andernfalls ist diese dem Beschwerdegericht vorzulegen.
Für alle Gerichtsbarkeiten gilt, dass die Einlegung beim falschen Gericht unschädlich sein kann, wenn das Gericht dies erkennt und das Rechtsmittel rechtzeitig an das zuständige Gericht weiterleitet, wozu es verpflichtet ist. Geht es dort jedoch erst nach Ablauf der Frist ein, geht dies zu Lasten des Rechtsmittelführers. Dies gilt nicht, wenn eine Rechtsbehelfsbelehrung falsch war oder sonstige von ihm nicht zu vertretende Ursachen vorliegen, wie eine justizinterne Fehlleitung in gemeinsamen Posteingangsstellen.